# Pidgey
Pidgey is een fictief wezen uit de Pokémonreeks. Zijn nummer volgens de National Pokédex is #016. Hij is herkenbaar aan zijn geel-bruine kleur en zijn kuif. Pidgey heeft een zwarte vlek rond zijn ogen, dat lijkt op een masker. Deze pokemon is een normaal en vlieg-type. Pidgey zijn heel goedaardig: in tegenstelling tot Spearow.

## Ruilkaartenspel
Er bestaan zeven standaard Pidgey kaarten en twee Koga's Pidgey-kaarten met alle negen het type Colorless als element. Ook bestaat er een Pidgey δ-kaart met type Electric als element.